# Ларс Реманн
Ларс Реманн (нім. Lars Rehmann; нар. 21 травня 1975) — колишній німецький тенісист.
Найвищу одиночну позицію світового рейтингу — 87 місце досяг 20 лютого 1995, парну — 142 місце — 11 липня 1994 року.
Найвищим досягненням на турнірах Великого шолома було 2 коло в одиночному розряді.

## Юніорські фінали турнірів Великого шолома

### Парний розряд: 1 (1 перемога)
| Результат | Рік  | Турнір                                 | Покриття | Партнер         | Суперники                    | Рахунок       |
| --------- | ---- | -------------------------------------- | -------- | --------------- | ---------------------------- | ------------- |
| Перемога  | 1993 | Відкритий чемпіонат Австралії з тенісу | Тверде   | Крістіан Тамб'ю | Скотт Гамфріс Джиммі Джексон | 6–7, 7–5, 6–2 |

## Фінали турнірів ATP за кар'єру

### Одиночний розряд: 2 (2 поразки)
| Легенда                         |
| ------------------------------- |
| Турніри Великого шолома (0–0)   |
| Фінали Світового туру ATP (0–0) |
| Серія ATP Мастерс (0–0)         |
| Серія ATP Чемпіоншип (0–0)      |
| Світова серія ATP (0–2)         |

| Титули за покриттям |
| ------------------- |
| Тверде (0–1)        |
| Ґрунт (0–0)         |
| Трава (0–0)         |
| Килим (0–1)         |

| Титули за типом корту |
| --------------------- |
| Відкритий (0–1)       |
| Закритий (0–1)        |

| Результат | В-П | Дата     | Турнір               | Рівень        | Покриття | Суперник       | Рахунок       |
| --------- | --- | -------- | -------------------- | ------------- | -------- | -------------- | ------------- |
| Поразка   | 0–1 | Бер 1994 | Сарагоса, Іспанія    | Світова серія | Килим    | Магнус Ларссон | 4–6, 4–6      |
| Поразка   | 0–2 | Тра 1995 | Сеул, Південна Корея | Світова серія | Тверде   | Грег Руседскі  | 4–6, 1–3 ret. |

### Парний розряд: 1 (1 поразка)
| Легенда                         |
| ------------------------------- |
| Турніри Великого шолома (0–0)   |
| Фінали Світового туру ATP (0–0) |
| Серія Мастерс ATP (0–0)         |
| Серія турнірів ATP(0–1)         |
| Світова серія ATP (0–0)         |

| Фінали за покриттям |
| ------------------- |
| Тверде (0–1)        |
| Ґрунт (0–0)         |
| Трава (0–0)         |
| Килим (0–0)         |

| Фінали за типом корту |
| --------------------- |
| Відкритий (0–0)       |
| Закритий (0–1)        |

| Результат | В-П | Дата     | Турнір            | Рівень           | Покриття | Партнер         | Суперники                     | Рахунок  |
| --------- | --- | -------- | ----------------- | ---------------- | -------- | --------------- | ----------------------------- | -------- |
| Поразка   | 0–1 | Жов 1993 | Сідней, Австралія | Серія Чемпіоншип | Тверде   | Александр Мронц | Патрік Макінрой Річі Ренеберг | 3–6, 5–7 |

## Фінали ATP Челленджер і ITF Ф'ючерс

### Одиночний розряд: 2 (1–1)
| Легенда              |
| -------------------- |
| ATP Челленджер (1–1) |
| ITF Ф'ючерс (0–0)    |

| Фінали за покриттям |
| ------------------- |
| Тверде (0–0)        |
| Ґрунт (1–1)         |
| Трава (0–0)         |
| Килим (0–0)         |

| Результат | В-П | Дата     | Турнір                                                 | Рівень     | Покриття | Суперник         | Рахунок       |
| --------- | --- | -------- | ------------------------------------------------------ | ---------- | -------- | ---------------- | ------------- |
| Перемога  | 1–0 | Лип 1994 | Велике герцогство Саксен-Веймар-Ейзенахське, Німеччина | Челленджер | Ґрунт    | Томас Ґолльвіцер | 6–1, 1–6, 7–6 |
| Поразка   | 1–1 | Вер 1996 | Ташкент, Узбекистан                                    | Челленджер | Ґрунт    | Фелікс Мантілья  | 2–6, 2–6      |

### Парний розряд: 6 (1–5)
| Легенда              |
| -------------------- |
| ATP Челленджер (1–4) |
| ITF Ф'ючерс (0–1)    |

| Фінали за покриттям |
| ------------------- |
| Тверде (0–1)        |
| Ґрунт (0–2)         |
| Трава (0–0)         |
| Килим (1–2)         |

| Результат | В-П | Дата     | Турнір               | Рівень     | Покриття | Партнер            | Суперники                         | Рахунок       |
| --------- | --- | -------- | -------------------- | ---------- | -------- | ------------------ | --------------------------------- | ------------- |
| Поразка   | 0–1 | Кві 1994 | Нагоя, Японія        | Челленджер | Тверде   | Гілад Блюм         | Деніел Нестор Елберт Чанг         | 7–6, 4–6, 4–6 |
| Поразка   | 0–2 | Лис 1995 | Аахен, Німеччина     | Челленджер | Килим    | Александр Мронц    | Давід Екерот Ласло Марковіц       | 7–6, 4–6, 6–7 |
| Поразка   | 0–3 | Лют 1996 | Любек, Німеччина     | Челленджер | Килим    | Лоренцо Манта      | Джим П'ю Йост Віннінк             | 5–7, 5–7      |
| Поразка   | 0–4 | Лип 1997 | Монтобан, Франція    | Челленджер | Ґрунт    | Аттіла Шавольт     | Габріо Кастрікелла Данієле Муза   | 6–7, 6–2, 5–7 |
| Перемога  | 1–4 | Жов 1997 | Еккенталь, Німеччина | Челленджер | Килим    | Райнер Шуттлер     | Ґеорґ Блумауер Максим Мирний      | 6–4, 1–6, 6–3 |
| Поразка   | 1–5 | Лип 1998 | Австрія F6, Берггайм | Ф'ючерс    | Ґрунт    | Ульріх-Яспер Зецен | Патрік Зоммер Маркус Вісльсперґер | 4–6, 4–6      |

## Часовий графік результатів
| W | Ф | ПФ | ЧФ | #Р | КТ | К# | DNQ | A | NH |

### Одиночний розряд
| Турніри Великого шлему                 |     |     |     |     |       |     |     |
| Відкритий чемпіонат Австралії з тенісу | К3р | 2р  | К2р |     | 0 / 1 | 1–1 | 50% |
| Відкритий чемпіонат Франції з тенісу   | К1р |     | К1р | К2р | 0 / 0 | 0–0 | –   |
| Вімблдонський турнір                   | К2р |     |     | К1р | 0 / 0 | 0–0 | –   |
| Відкритий чемпіонат США з тенісу       | К1р |     | К2р | К1р | 0 / 0 | 0–0 | –   |
| В-П                                    | 0–0 | 1–1 | 0–0 | 0–0 | 0 / 1 | 1–1 | 50% |
| Серія Мастерс ATP                      |     |     |     |     |       |     |     |
| Гамбург                                |     |     | К2р | К2р | 0 / 0 | 0–0 | –   |
| Мастерс Канада                         |     |     | К1р |     | 0 / 0 | 0–0 | –   |
| Париж                                  | К1р |     |     |     | 0 / 0 | 0–0 | –   |
| В-П                                    | 0–0 | 0–0 | 0–0 | 0–0 | 0 / 0 | 0–0 | –   |